# Babić
Babić je priimek v Sloveniji, ki ga je po podatkih Statističnega urada Republike Slovenije na dan 1. januarja 2010 uporabljalo 890 oseb in je med vsemi priimki po pogostosti uporabe uvrščen na 205. mesto.

## Znani slovenski nosilci priimka
- Aida Škoro Babić, arhivistka
- Anamarija Babić, vodja Trubarjevega antikvariata
- Iva Babić (*1976), igralka srb. rodu

## Znani tuji nosilci priimka
- Aco Babić (1921–1986), bosansko-hercegovski generalmajor
- Andrej Babić, hrvaški skladatelj, tekstopisec in pevec
- Anto Babić (1899–1974), bosanski zgodovinar
- Bogdan Babić (1921–1980), srbski dirigent
- Goran Babić (*1944), hrvaški pesnik, pisatelj in publicist
- Ivan Babić (1929–1975), hrvaški politolog in filozof
- Ivo Babić (1900–1977), hrvaški veterinar in akademik
- Ivo Babić (*1946), hrvaški umetnostni zgodovinar, univ. profesor in rektor (Split)
- Ivo Babić, hrvaški politik
- Konstatin Babić (1927–2009), srbski skladatelj
- Krunoslav Babić (1875–1953), hrvaški zoolog
- Ljiljana Babić (1922–?), srbska arhitektka
- Ljubo Babić (1890–1974), hrvaški slikar, kritik, umetnostni zgodovinar in akademik
- Ljubo Babić (1916–2014), hrvaško-jugoslovanski politik in diplomat
- Ljubo Babić=Ksaver Šandor Gjalski (1854–1935), hrvaški književnik in politik
- Marko Babić (*1981), hrvaški nogometaš
- Milan Babić (1956–2006), srbski politik na Hrvaškem; premier Republike Srbske krajine, obsojeni vojni zločinec
- Nada Babić (1903–1951), hrvaška igralka
- Olga Babić (1909–?), hrvaško-bosanska igralka
- Petar Babić (1919–2006), hrvaški generalpodpolkovnik JLA
- Radomir Babić (1909–1996), črnogorski generalpodpolkovnik JLA
- Stjepan Babić (1925–2021), hrvaški jezikoslovec, pedagog in akademik
- Stjepan Babić, hrvaški nogometaš
- Šimun Babić (1899–1970), hrvaški ekonomist
- Tomaš Babić (1680–1750), hrvaški frančiškan in jezikoslovec